# San Miguel Tecpan
San Miguel Tecpan är en ort i Mexiko, tillhörande kommunen Jilotzingo i den västra delen av delstaten Mexiko. Orten hade 1 495 invånare vid folkräkningen 2010 och är kommunens största samhälle sett till befolkningsantal.